# (35365) Cooney
(35365) Cooney (1997 UU) – planetoida z grupy pasa głównego asteroid okrążająca Słońce w ciągu 3,47 lat w średniej odległości 2,29 j.a. Odkryta 21 października 1997 roku.